# Croton sordidus
Espèce
Statut de conservation UICN

 VU D2 : Vulnérable
Croton sordidus est une espèce de plantes à fleurs du genre Croton et de la famille des Euphorbiaceae, présente de la Colombie à l'Équateur.
Il a pour synonyme :
- Oxydectes sordida, (Benth.) Kuntze